# Língua mwotlap
Mwotlap (pronúncia IPA- ŋ͡mʷɔtˈlap; antes chamada  Motlav) é uma língua Oceânica falada por cerca de 2,100 people, na ilha de Mota Lava (ou Motalava), nas Ilhas Banks, norte de Vanuatu.

## Classificação
Mwotlap é uma língua Vanuatu Oriental, ramo da família das línguas austronésias que foi descrita pela primeira vez em 2001 pelo linguísta Alexandre François. com comunidades menores nas ilhas de Ra (ou Aya ) e Vanua Lava, bem como grupos de migrantes nas duas principais cidades do país, Luganville e Port Vila.
A língua volow, que costumava ser falado na mesma ilha, pode ser considerado um dialeto ou um idioma separado.

## Geografia
Mwotlap é falado por cerca de 2.100 pessoas nas Ilhas Banks, no Norte de Vanuatu. Entre eles, 1.640 vivem na ilha de Mota Lava e sua ilha vizinha,  Ra. Também é falado por algumas centenas de pessoas que vivem em outros lugares em Vanuatu:
- Vanua Lava, particularmente no nordeste
- Várias outras ilhas vanuatianas do norte, incluindo Ureparapara, Gaua e Aoba
- Port Vila, a capital de Vanuatu
- Luganville, a segunda maior cidade do país, localizada na ilha de Espírito Santo

### Classificação
Dentro de sua família, Mwotlap é uma língua oceânica, que descende do hipotético ancestral comum de todas as línguas oceânicas, a língua Proto-Oceânica. Mais especificamente, é uma língua oceânicas meridional.

### História
Robert Henry Codrington, um sacerdote anglicano que estudou sociedades Melanésias, foi o primeiro a descrever Mwotlap em 1885. Ao concentrar-se principalmente na língua Mota, Codrington dedicou doze páginas de seu trabalho The Melanesian Languages para a linguagem "motlav". Apesar de ser muito curta, essa descrição pode ser usada para mostrar várias mudanças ocorridas em Mwotlap durante o século XX. Além disso, Codrington descreveu a língua Volow, uma linguagem intimamente relacionada com Mwotlap (às vezes até considerada um dialeto de Mwotlap). Esse, Volow, quase extinto hoje, foi falado no leste de Mota Lava, na área de Aplow.

## Gramática
Mwotlap é uma linguagem SVO: a ordem das palavras de uma frase é fixa e sempre sujeito-verbo-complemento-adverbial.
Ao contrário do inglês, que apenas distingue dois números (singular e plural), Mwotlap distingue quatro: singular, dual, trial e plural. Isso só é verdade para os substantivos que representam os seres humanos; Os substantivos não humanos não se limitam ao número e são expressos como singulares.

## Fonologia

### Consoantes
Mwotlap apresenta 16 sons consoantes.
|                                | Labiovelar | Bilabial | Alveolar ou Palatal | Velar | Glotal |
| ------------------------------ | ---------- | -------- | ------------------- | ----- | ------ |
| Lênis Oclusiva                 | k͡pʷ        |          | t                   | k     |        |
| Pré-nasalizada Fortis Oclusiva |            | ᵐb       | ⁿd                  |       |        |
| Fricativa                      |            | β        | s                   | ɣ     | h      |
| Nasal                          | ŋ͡mʷ        | m        | n                   | ŋ     |        |
| Lateral                        |            |          | l                   |       |        |
| Aproximante                    | w          |          | j                   |       |        |

[p] existe como um alofone de /β/ em final de palavra, como no nome da língua, /ŋ͡mʷɔtlaβ/ [ŋ͡mʷɔtˈlap].

### Vogais
Mwotlap tem sete fonemas vogais, todos monotongos curtos. 
|               | Anterior | Posterior |
| ------------- | -------- | --------- |
| Fechada       | i        | u         |
| Quase Fechada | ɪ        | ʊ         |
| Meio Aberta   | ɛ        | ɔ         |
| Aberta        | a        | a         |

## Escrita
A língua Mwotlap usa o alfabeto latino] numa forma sem as letras C, R, J, R, X, Z; usam-se as formas adicionais Ē, Ō, M.

### Prosódia
Mwotlap não é uma língua tonal. A acentuação cai sempre na sílaba final de uma palavra ou sintagma.

## Morfofonologia

### Sílabas
A estrutura da sílaba de Mwotlap é (C) V (C). Isso significa que não mais do que duas consoantes podem se seguir em uma palavra e que nenhuma palavra pode começar ou terminar com mais de uma consoante. Palavras estrangeiras mais recentes, como skul (inglês ‘escola’), são exceções a essa estrutura.
Quando uma raiz que começa com duas formas constantes no início de uma palavra, uma vogal de Epêntese (o mesmo que a próxima vogal) é inserida entre as duas consoantes.  Por exemplo, a raiz tron̄ ("bêbado") pode formar o seguinte:
- No caso, o  r é necessário para evitar que a sílaba comece com duas consoantes consecutivas.

### Cópia de vogal
A cópia de vogais é a tendência de certos prefixos de copiar a primeira vogal da seguinte palavra. Os prefixos de cópia da vogal notável incluem o artigo na-, locativo le- e te-, um prefixo usado para formar adjetivos que descrevem a origem (de onde vem). Estes prefixos formam nō-vōy ("vulcão"), ni-hiy ("osso") e to-M̄otlap ("de Mota Lava"), mas também na -pnō ("ilha") e na-nye-k ("meu sangue"). As palavras que começam com duas consoantes que não permitem a cópia da vogal. Assim, as raízes vōy e hiy permitem que sua vogal seja copiada, enquanto as raízes vnō' e nye não.

## Amostra de texto
A História de Geck)
Tog tog i van en na-myanag t-Aliwan. Na-myanag t-Aliwan, na-myanag tē-Tēlmitig: Aplōw, Tēlmitig. Kōyō tog van i tog en, ba – velqōn̄, mayanag tē-Tēlmitig ni-van me Aliwan, kōyō gengen bah, kē ni-hō m̄ōl lok hag mi ni-siok. ayanag tē-Tēlmitig ni-m̄ōl, mayanag t-Aliwan ni-hatig ni-van Tēlmitig, kōyō gengen bah kē ni-hō m̄ōl lok me Aliwan. Velqōn̄ kōyō malaklak, kōyō van wanwan, kōyō gengen –
Português
Era uma vez que vivia um chefe da aldeia de Aliwan, a oeste, e um chefe de Telmitig, a leste, perto de Aplow. Eles levaram uma vida pacífica. O chefe de Telmitig foi regularmente a Aliwan para compartilhar uma refeição com ele, depois voltou para casa por canoa. E quando foi o chefe de Telmitig quem fez a jornada, foi então o chefe do chefe de Aliwan para ir a Telmitig para comer com seu amigo, antes de levar a canoa de volta para casa para Aliwan. Sua felicidade de um dia para o outro: se encontram para beber kava e comer juntos ...